# Bävik

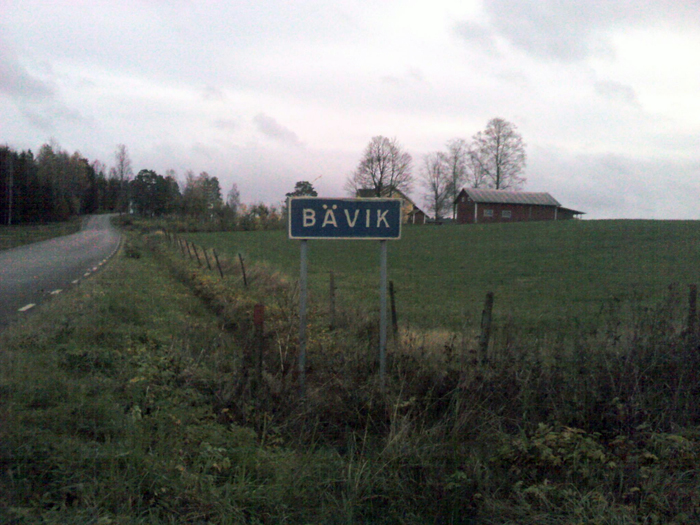
Vy över en del av Bävik med gården Tomta i bakgrunden.

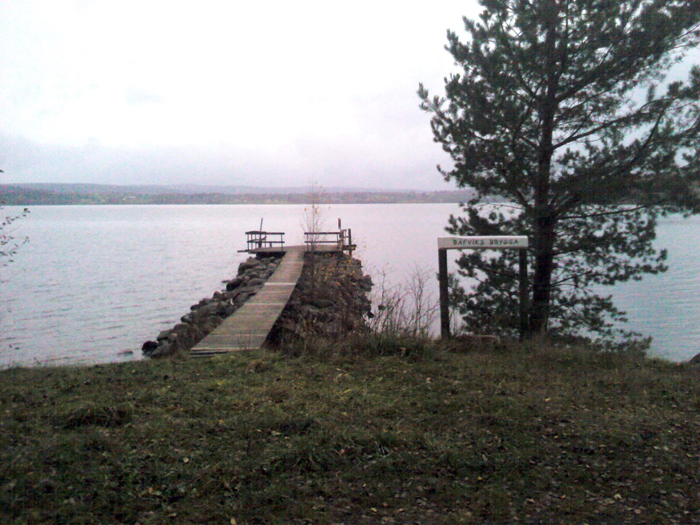
Bäviks brygga. Bryggan används numera av badgäster.

Bävik är en by i Östra Ämterviks socken i Sunne kommun, Värmland. Byn ligger 16 km söder om Sunne och byns ägor sträcker sig från Frykens östra strand till sjön Skacksjön i väster. Området kring byn består av kuperad skogsbygd och odlad dalgångsbygd, de södra delarna av det bördiga slättlandskap som börjar öster om Sunne tätort. 2014 fanns ett 10-tal hushåll med adressen Bävik. 

## Historia
Bävik har medeltida ursprung. Byn omnämns första gången i en värmländsk skattebok från 1503 . Bävik blev upptaget som 1 skattehemman år 1540  och finns på kartor från 1646 . Byn tillhörde Emterviks socken och efter 1674 Östra Ämterviks socken, som 1952 blev en del av Stora Sunne landskommun och sen 1971 Sunne kommun.
Bävik var sedan 1600-talet rotehållare till en indelt soldat på Livkompaniet vid Närke-Värmlands regemente och senare Värmlands regemente. Soldaterna fick efternamn som Bävman eller Bäv . Lars Bääf blev den siste soldaten när han fick avsked 1906 .
Vid tiden för laga skifte 1847 fanns gårdarna Där Väst, Där Öst, På Berget, Nolista, Hagen, Storsta, Västa och Tomta. Det fanns också några torp och ett soldatboställe. Riksdagsmannen Nils Andersson i Bävik bodde vid denna tid på Tomta, och häradsdomaren Nils Jonsson i Nolista. Samma gårdar finns kvar idag på samma plats med några få undantag; Hagen och soldatbostället flyttades i samband med laga skifte och Storsta ett kort stycke för att lämna plats vid omläggning av landsvägen mellan Sunne och Kil i början av 1900-talet.
1879 bildades  Bäviks Ångbåtsbrygga av ett antal intressenter i socknen och en brygga anlades i Prästbolsviken. Ett faktori startades vid Bäviks brygga och gods- och passagerartrafik bedrevs med frykenbåtarna. Bryggans kommersiella betydelse försvann i och med att tippningen av timmer vid bryggan upphörde på 1960-talet .

## Fornlämningar
Boplatser som antas vara från mellan stenåldern och bronsåldern har påträffats. Från vendeltid finns röjningsrösen  och inom samma område på ett större stenblock finns skålgropar. Dunderrösan är en fornlämning, som antas vara från bronsåldern.

## Namnet
Namnet skrevs 1503 Belwig och Beluig och antas syfta på en vik vid Fryken nära byn. 1540 skrevs namnet Bädeuik, 1551 Bäuick, 1600 Bäfwich och 1825 Bäfwik. Sedan 1913 skrivs namnet Bävik .
Betydelsen av namnet är okänt, men förleden skulle kunna härledas från ordet bale som betyder ’jämn förhöjning eller vall vid strand’ .